# Nederzetting op Marker Wadden
De Nederzetting op Marker Wadden  is een geheel duurzame en zelfvoorzienende nederzetting op het grootste eiland van Marker Wadden. Op slechts een van de vijf eilanden is er enigermate gebouwd, het haveneiland van Marker Wadden. De nederzetting is onder andere bedoeld voor bezoekers en natuurwetenschappers die de eilanden bezoeken. Naast een kantoor voor de havenmeester en de eilandwachters, een onderzoeksstation voor wetenschappers, een eilandpaviljoen/bezoekerscentrum en een beheer-/werkschuur, worden er vier vakantiehuisjes gebouwd, in totaal veertien gebouwen. De meeste huizen zijn prefab en gebouwd van hout uit Nederlandse bossen.
Het eiland is niet aangesloten op het elektriciteitsnetwerk, het riool of waternetwerk. Zonnepanelen en een windmolen moeten de energie leveren. Het water komt uit het Markermeer en wordt op het eiland gefilterd; vuil water wordt via een helofytenfilter afgevoerd. De nederzetting valt onder de gemeente Lelystad, het beheer is in handen van Natuurmonumenten.

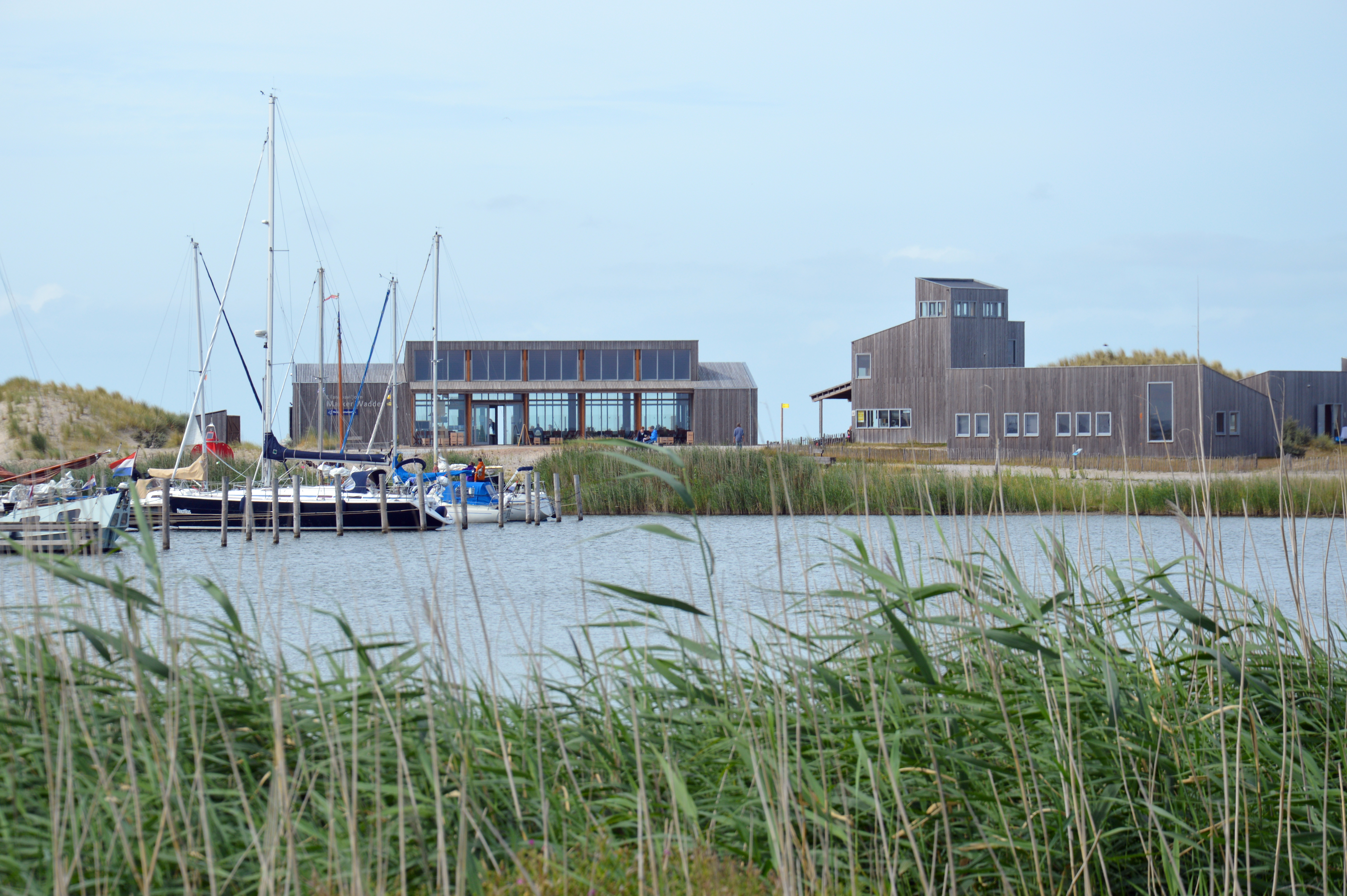
Bezoekerscentrum en havenkantoor
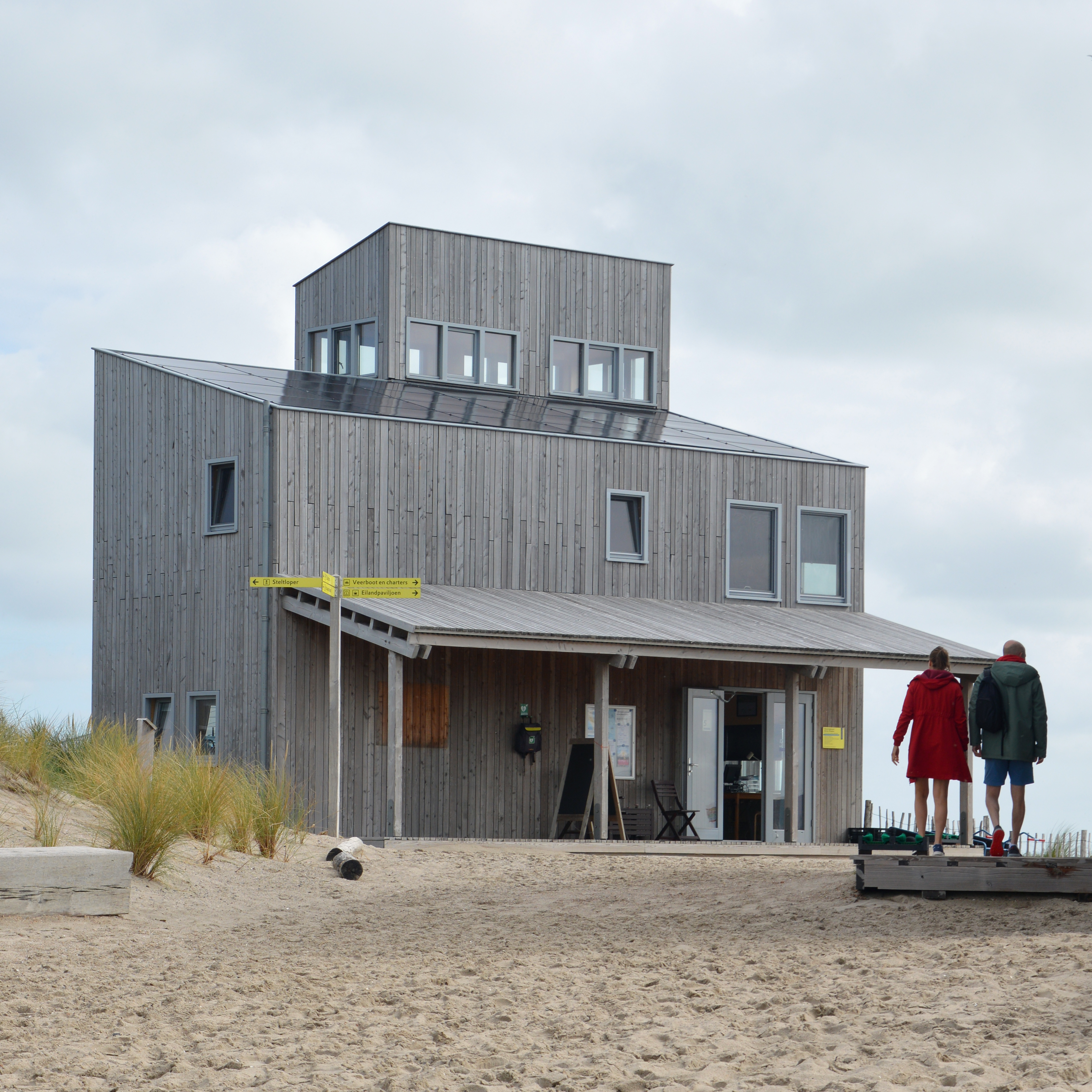
Alle gebouwen zijn opgetrokken in hout
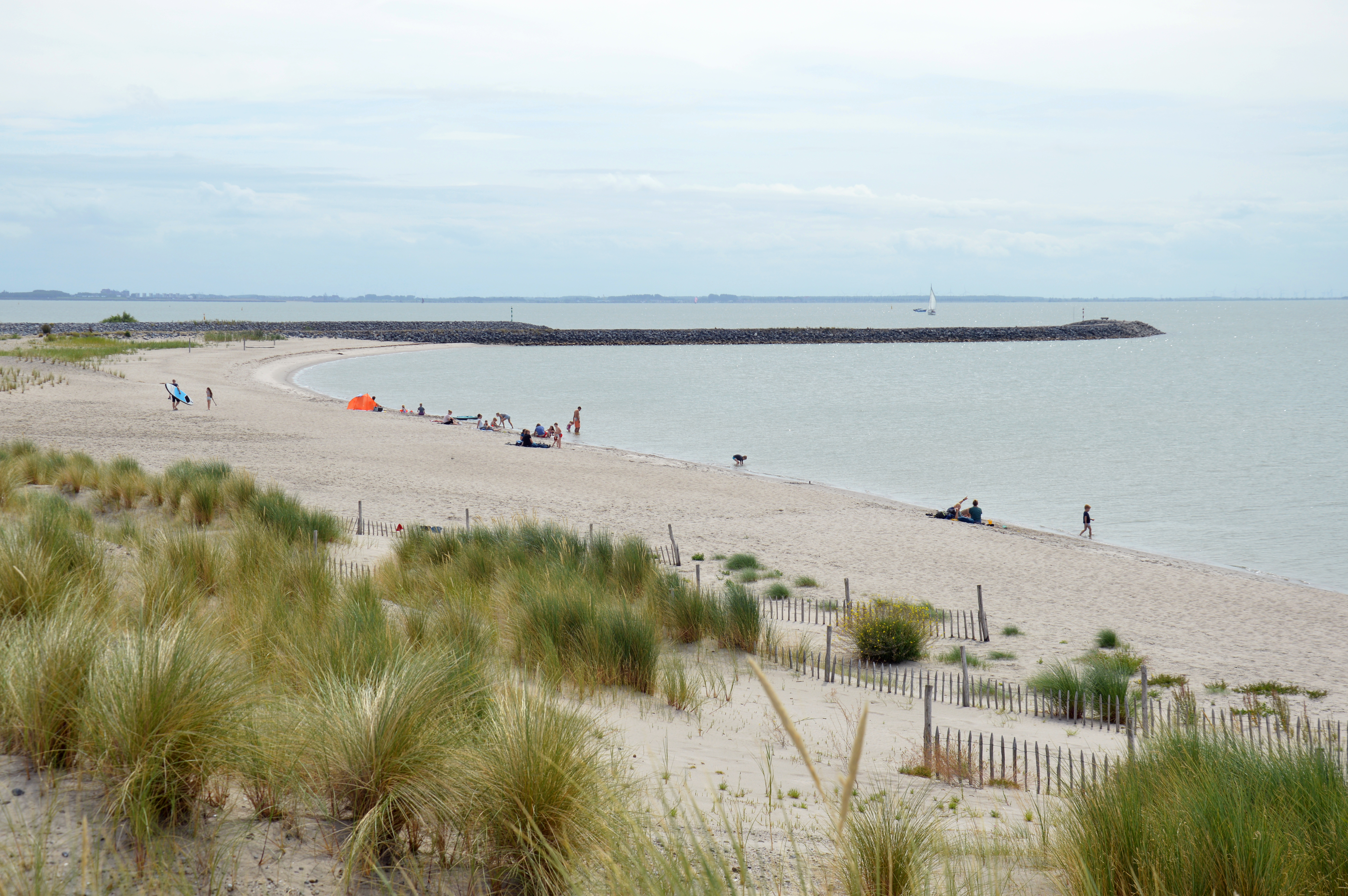
Strand